# Родольф Жільбер
Родольф Жільбер (фр. Rodolphe Gilbert; нар. 12 грудня 1968) — колишній французький тенісист.
Найвищу одиночну позицію світового рейтингу — 61 місце досяг 21 вересня 1992, парну — 50 місце — 8 січня 1996 року.
Здобув 2 парні титули.
Найвищим досягненням на турнірах Великого шолома було 3 коло в одиночному та парному розрядах.

## Фінали за кар'єру

### Парний розряд (2–2)
| Результат | W/L | Дата     | Турнір                   | Покриття | Партнер            | Суперники                         | Рахунок       |
| --------- | --- | -------- | ------------------------ | -------- | ------------------ | --------------------------------- | ------------- |
| Перемога  | 1–0 | Лют 1991 | Гуаружа, Бразилія        | Тверде   | Олів'є Делетр      | Шелбі Кеннон Грег Ван Ембург      | 6–2, 6–4      |
| Поразка   | 1–1 | Лют 1995 | Марсель, Франція         | Килим    | Жан-Філіпп Флер'ян | Девід Адамс Андрій Ольховський    | 1–6, 4–6      |
| Перемога  | 2–1 | Кві 1995 | Йоганнесбург, ПАР        | Тверде   | Гійом Рау          | Мартін Сіннер Йост Віннінк        | 6–4, 3–6, 6–3 |
| Поразка   | 2–2 | Вер 1996 | Борнмут, Велика Британія | Ґрунт    | Нуно Маркес        | Марк-Кевін Гелльнер Грег Руседскі | 3–6, 6–7      |